# Jens Todt
Jens Todt (* 5. Januar 1970 in Hameln) ist ein ehemaliger deutscher Fußballspieler und heutiger Fußballfunktionär.

## Karriere

### Verein

#### ASC Nienburg & TSV Havelse
Todt begann seine Karriere als Fußballspieler in der Jugend und der ersten Herrenmannschaft des ASC Nienburg. Zur Saison 1989/90 wechselte er zum TSV Havelse, der in der Oberliga Nord spielte und von Volker Finke trainiert wurde. Auf Anhieb stieg Todt mit der Mannschaft in die 2. Fußball-Bundesliga auf. Er absolvierte am 29. Juli 1990 gegen den SV Meppen sein erstes Spiel im Profibereich. Bei der 0:2-Niederlage stand er über die vollen 90 Minuten auf dem Platz. Am Folgespieltag gegen den 1. FC Schweinfurt 05 erzielte Todt seinen ersten Zweitligatreffer für Havelse. Mit sechs Siegen aus 38 Partien stieg der Verein am Saisonende ab.

#### SC Freiburg
Als sein Trainer aus Havelse, Volker Finke, im Sommer 1991 zum damaligen Zweitligisten SC Freiburg wechselte, unterschrieb Todt auf dessen Vermittlung hin ebenfalls bei den Breisgauern.
Unter Finke entwickelte sich Todt weiter und war in der Saison 1991/92 Stammspieler in der Mannschaft. Zusammen mit Martin Braun, Andree Fincke, Andreas und Michael Zeyer sowie später Thomas Seeliger bildete Todt das Mittelfeld der Breisgauer. Zur nächsten Saison gelang der Aufstieg in die erste Liga. Mit 102 Treffern im Aufstiegsjahr war Freiburg das offensivste und torreichste Team der zweiten Liga. Todt erzielte elf Treffer.
Am 7. August 1993 gab er sein Debüt in Deutschlands höchster Spielklasse. Am Eröffnungsspieltag verlor der SCF  mit 1:3 gegen den FC Bayern München. Während der gesamten Saison verpasste Todt keine einzige Partie und wurde nur im Spiel gegen Eintracht Frankfurt am 24. Spieltag ausgewechselt. Er war damit einziger Freiburger, der alle Ligaspiele absolvierte. Mit einem 2:0-Auswärtserfolg am letzten Spieltag der Saison sicherte sich der Verein den Klassenerhalt und zog am 1. FC Nürnberg vorbei, der absteigen musste. Überraschender verlief die Saison 1994/95, als der Sportclub unter Trainer Finke Dritter wurde und in den UEFA-Cup einzog.

#### Werder Bremen
Nach einem weiteren Jahr in Freiburg, inzwischen waren Leistungsträger wie Rodolfo Cardoso und Jörg Heinrich verkauft worden, unterschrieb Todt im Sommer 1996 beim Ligakonkurrenten Werder Bremen. Dort war er zu Beginn unter Trainer Hans-Jürgen Dörner gesetzt, verletzte sich allerdings am 22. Februar 1997 beim 1:0-Erfolg gegen Hansa Rostock und musste gegen Michael Schulz ausgewechselt werden. Im selben Spiel erzielte er seinen ersten Treffer für die Grün-Weißen, der in dieser Partie den Sieg bedeutete. Aufgrund der Verletzung kam er 1996/97 auf nur 21 Einsätze. Nachdem er im Folgejahr zunächst Stammspieler gewesen war, warfen ihn Verletzungen und Sperren 1998/99 immer wieder zurück. Am zweiten Spieltag der laufenden Saison erhielt er seine erste und einzige Rote Karte im Profisport. Zum Saisonende verabschiedete er sich mit dem Gewinn des DFB-Pokals. Im Finale gegen Bayern München konnten sich die Bremer 6:5 nach Elfmeterschießen durchsetzen. Zuvor hatte es 1:1 nach Verlängerung gestanden. Todt spielte dabei durch.

#### VfB Stuttgart
Nach drei Jahren in Bremen einigte er sich mit dem VfB Stuttgart auf einen Vertrag. Dort kam er in den folgenden vier Jahren aufgrund häufiger Verletzungen nicht mehr regelmäßig zum Einsatz. Wegen einer schweren Verletzung musste er 2003 seine Karriere als Fußballspieler beenden. Sein letztes Bundesligaspiel bestritt Todt am 24. August 2002 gegen Borussia Dortmund unter Trainer Felix Magath. Dabei war er die ganzen 90 Minuten auf dem Platz. Es war seine 209. Partie im deutschen Oberhaus. Eine Woche später, am 31. August, absolvierte er sein letztes Pflichtspiel, im DFB-Pokal gegen den SC Paderborn 07 wurde Todt in der Halbzeit für Krassimir Balakow ausgewechselt.

### Nationalmannschaft
In der Nationalmannschaft spielte Todt von 1994 bis 1995 dreimal. Sein Debüt gab er am 12. Oktober 1994 gegen Ungarn. Nach einem Einsatz gegen Spanien hatte Todt seinen dritten und letzten Auftritt am 23. Juni 1995 gegen die Schweiz. In allen drei Begegnungen wurde er weder aus- noch eingewechselt. Als 1996 zum Finale der Europameisterschaft der deutsche Kader durch Verletzungen und Sperren erheblich dezimiert wurde, wurde Todt von Bundestrainer Berti Vogts nachnominiert und für das Finale eingeflogen, kam aber nicht zum Einsatz.
Gleichwohl erhielt er zusammen mit der Mannschaft für den Gewinn der Europameisterschaft das Silberne Lorbeerblatt.

## Nach der aktiven Karriere
Nach seiner Laufbahn als Fußballer war er für ein Jahr Chefscout von Hertha BSC. Nach Saisonende 2004 begann er ein Praktikum in der Hauptstadtredaktion des Magazins Der Spiegel und Spiegel Online. Ab Juli 2005 schrieb er als Volontär für die Online-Ausgabe des Magazins und war als Redakteur im Ressort „Panorama“ fest angestellt. Im Sommer 2007 kündigte Todt seine Anstellung bei Spiegel Online.
Ab dem 1. Juni 2008 leitete er die Nachwuchsabteilung des Hamburger SV. Am 25. Juni 2009 trat Todt von dieser Aufgabe zurück. Seine Entscheidung begründete er mit dem mangelnden Vertrauensverhältnis zu Klubchef Bernd Hoffmann. Am 9. Februar 2010 wurde Todt beim VfL Wolfsburg Leiter des Nachwuchsleistungszentrums. Am 1. Juni 2011 wurde der bis 2013 laufende Vertrag auf Todts Wunsch aufgelöst.
Am 3. Juni 2011 wurde Todt als Nachfolger von Thomas Ernst Manager beim VfL Bochum. Hier unterschrieb er einen Zweijahresvertrag. Am 8. April 2013 wurde er gemeinsam mit Trainer Karsten Neitzel von seinen Aufgaben entbunden.
Zur Saison 2013/14 übernahm er beim Karlsruher SC die Stelle des Sportdirektors. Am 24. November 2016 wurde Todt vom KSC mit sofortiger Wirkung freigestellt.
Am 6. Januar 2017 wurde Todt als neuer Direktor Profifußball beim Hamburger SV angestellt. Er erhielt einen bis zum 31. Dezember 2018 datierten Vertrag. Am 8. März 2018 wurde er freigestellt. Zu diesem Zeitpunkt stand der HSV nach 25 Spieltagen der Saison 2017/18 mit sieben Punkten Rückstand auf den Relegationsplatz auf Tabellenplatz 17. Da am selben Tag kurz zuvor bereits der Vorstandsvorsitzende Heribert Bruchhagen von seinen Aufgaben entbunden worden war, wurde Todt die Nachricht der Freistellung durch Bruchhagens vorherigen Stellvertreter und kommissarischen Nachfolger Frank Wettstein mitgeteilt. Auch der damalige Trainer des HSV, Bernd Hollerbach, wurde kurze Zeit später freigestellt. Die Freistellung Todts geschah auf Initiative des damaligen Präsidenten des e. V., Bernd Hoffmann, der erst einen Tag vor Todts Entlassung auch zum Aufsichtsratsvorsitzenden der HSV Fußball AG gewählt worden war und nach eigener Aussage eine „Neuausrichtung“  der AG anvisierte.

## Erfolge

### Verein
- Gewinn des DFB-Pokals mit Werder Bremen: 1999
- Gewinn des UI-Cup mit VfB Stuttgart: 2000, 2002

### Nationalmannschaft
- Europameister mit Deutschland: 1996 (ohne Einsatz)